# Iva Janžurová

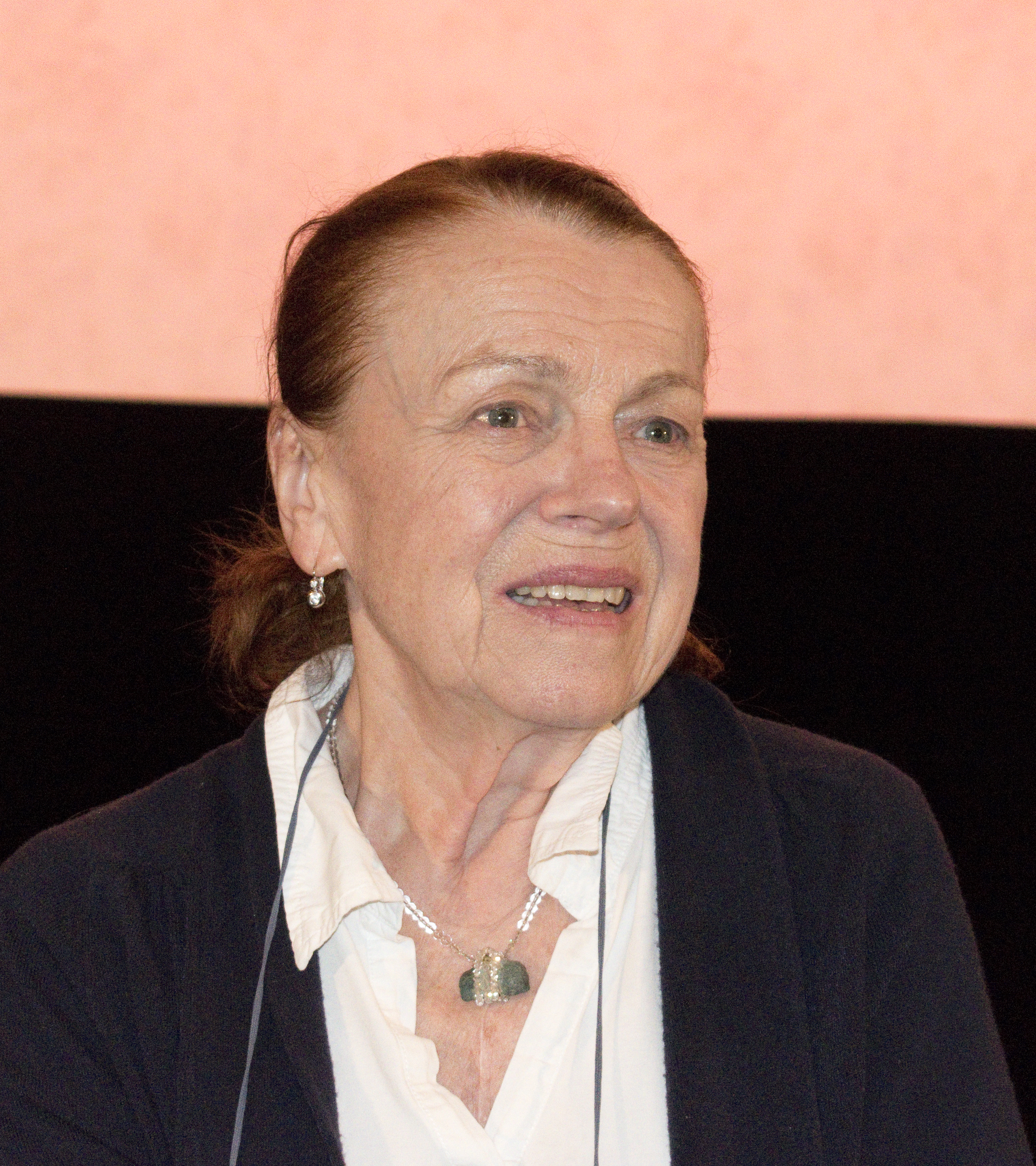
Iva Janžurová (2019)

Iva Janžurová (* 19. Mai 1941 in Žirovnice, Südostböhmen) ist eine tschechische Schauspielerin.

## Leben
Iva Janžurová studierte von 1959 bis 1963 an der Theaterfakultät der Akademie der Musischen Künste (DAMU) in Prag. In den Jahren 1963 und 1964 trat sie anschließend im F. X. Šalda-Theater in Liberec auf, bevor sie ein langfristiges Engagement an der Prager Bühne „Divadlo na Vinohradech“ antrat. 1988 wechselte sie von hier ans Nationaltheater. Im Film trat Janžurová erstmals in den 1960er Jahren auf. Der Durchbruch als Filmschauspielerin gelang ihr 1966 mit Karel Kachyňas „Wagen nach Wien“ (tschechisch Kočár do Vídně). Als Mitglied des Schauspielensembles des Tschechoslowakischen und später Tschechischen Fernsehens trat sie in zahlreichen Serien auf, die teilweise (vor allem in den 1980er Jahren) auch im deutschen Fernsehen gezeigt wurden (so Das Krankenhaus am Rande der Stadt und die Kinderserien Die Märchenbraut und Der fliegende Ferdinand).
Janžurovás langjähriger Lebensgefährte war der Schauspieler und Regisseur Stanislav Remunda (1927–2012), mit dem sie zwei Töchter hatte, Sabina Remundová (* 1972) und Theodora Remundová (* 1974).

## Filmografie (Auswahl)
- 1961: Vater gesucht (Hledá se táta)
- 1964: Der Teppichsammler und der Heiratsschwindler (Čintamani & podvodník)
- 1965: Es lebe die Republik (Ať žije republika)
- 1966: Wagen nach Wien (Kočár do Vídně)
- 1968: Pension für ledige Herren (Pension pro svobodné pány)
- 1968: Das Schloß
- 1970: Ich habe Einstein umgebracht (Zabil jsem Einsteina, pánové)
- 1970: Mein Herr, Sie sind eine Witwe (Pane, vy jste vdova!)
- 1971: Der Strohhut (Slaměný klobouk)
- 1971: Eine standesgemäße Ehe (Petrolejové lampy)
- 1972: Morgiana
- 1974: Passen wir zusammen, Liebling? (Hodíme se k sobě, miláčku…?)
- 1974–1979: Die Kriminalfälle des Majors Zeman (30 případů majora Zemana) – TV-Serie
- 1975: Die Herren Buben (Páni kluci)
- 1976: Morgen legen wir los, Liebling (Zítra to roztočíme, drahoušku)
- 1977: Wie wäre es mit Spinat? (Což takhle dát si špenát?)
- 1977: Eine Hauptrolle für Rosmaryna (Jak se točí Rozmarýny)
- 1977: Ich mache das, Chef (Já to tedy beru, šéfe…!)
- 1977: Weibliche Reize – Männliche Sorgen (Špetku soli)
- 1977: Zirkus im Zirkus (Cirkus v cirkuse)
- 1978: Hejkal
- 1978–1981: Das Krankenhaus am Rande der Stadt (Nemocnice na kraji města)
- 1979–1981 Die Märchenbraut (Arabela)
- 1980: Wenn wir erstmal reich sind… (Co je doma, to se počítá, pánové…)
- 1980: Zieh dich bloß nicht aus! (Ten svetr si nesvlíkej!)
- 1980: Ich liebe, Du liebst (Ja milujem, ty miluješ)
- 1981: Wie man das Glück backt (Jak se peče štěstí)
- 1982–1984: Der fliegende Ferdinand (Létající Čestmír) – TV-Serie
- 1983: Einer setzt auf Sieg (Dobrá Voda)
- 1984: Der Wunschkindautomat (Bambinot)
- 1984: Training mit kleiner Nachtmusik (Všichni musí být v pyžamu)
- 1986: Zwei Dickschädel (Jsi falešný hráč)
- 1986: Junger Wein (Mladé víno)
- 1990–1994: Die Rückkehr der Märchenbraut (Arabela se vrací)
- 1994: Rosa, das Schutzgespenst (Róza, strážné strašidlo)
- 2001: Max, Susi und das magische Telefon (Mach, Šebestová a kouzelné sluchátko)
- 2002: Familienausflug mit kleinen Geheimnissen (Výlet)
- 2003: Das Krankenhaus am Rande der Stadt – 20 Jahre später (Nemocnice na kraji města po dvaceti letech)
- 2005: Die Jahreszeit des Glücks (Štěstí)
- 2021: Wie man keine Prinzessin heiratet (Jak si nevzít princeznu)